# Condado de Berrien (Geórgia)
O Condado de Berrien é um dos 159 condados do Estado americano de Geórgia. A sede do condado é Nashville, e sua maior cidade é Nashville. O condado possui uma área de 1 186 km², uma população de 16 235 habitantes, e uma densidade populacional de 14 hab/km² (segundo o censo nacional de 2000). O condado foi fundado em 25 de fevereiro de 1856.